# Lago Liscia
Il lago Liscia è un lago artificiale della Gallura, nella Sardegna settentrionale, appartenente ai Comuni di Sant'Antonio di Gallura, Luras, Calangianus e che interessa geograficamente anche i Comuni di Luogosanto e Arzachena.
Trova origine nello sbarramento del fiume Liscia e di altri torrenti minori mediante una diga a gravità alleggerita alta 69 metri, terminata nel 1962. La capacità massima dell'invaso è di 105 milioni di m3, ma questa ha potuto essere effettivamente raggiunta solo nel 2004, quando si è provveduto al potenziamento della struttura ed al suo collaudo statico.
Il lago artificiale garantisce l'approvvigionamento idrico di tutta la bassa Gallura, dove, specie nella stagione estiva, si ha una forte richiesta d'acqua per via dell'alta concentrazione turistica.

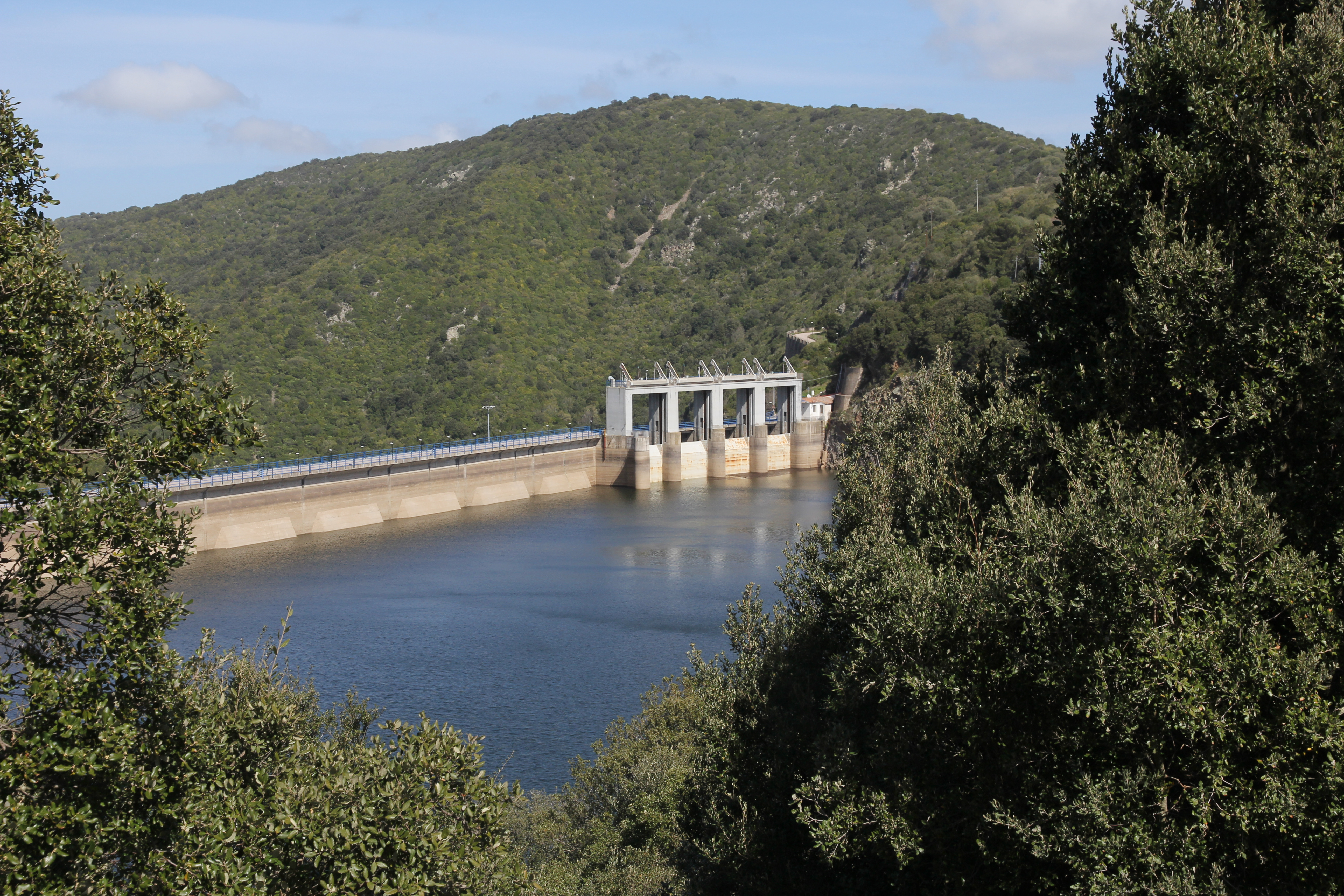
La diga che genera il bacino.